# هانوی ۷۸۱۶
سیارک ۷۸۱۶ (به انگلیسی: 7816 Hanoi، نامگذاری:1987YA) هفت هزار و هشتصد و شانزدهمین سیارک کشف شده‌است که در ۱۸ دسامبر ۱۹۸۷ کشف شد.
قدر مطلق سیارک برابر ۱۴٫۶۰ است.